# San Sostene
San Sostene ist eine italienische Gemeinde mit 1409 Einwohnern (Stand 31. Dezember 2023) in der Provinz Catanzaro, Region Kalabrien.
Das Gebiet der Gemeinde liegt auf einer Höhe von 470 m über dem Meeresspiegel und umfasst eine Fläche von 31 km². Die Nachbargemeinden sind Badolato, Brognaturo (VV), Cardinale, Davoli, Isca sullo Ionio, Sant’Andrea Apostolo dello Ionio und Satriano. San Sostene liegt 45 km südlich von Catanzaro.
Sehenswert ist die Kirche Santa Maria del Monte.